# Morton (Minnesota)
Morton – miasto w Stanach Zjednoczonych, w stanie Minnesota, w hrabstwie Renville.